# Pesca de Almas
Pesca de Almas, no original em inglês "Fishing Souls" é uma pintura a óleo sobre painel de 1614 do artista holandês do Século de Ouro, Adriaen van de Venne, presente na coleção do Rijksmuseum, localizado em Amsterdã.

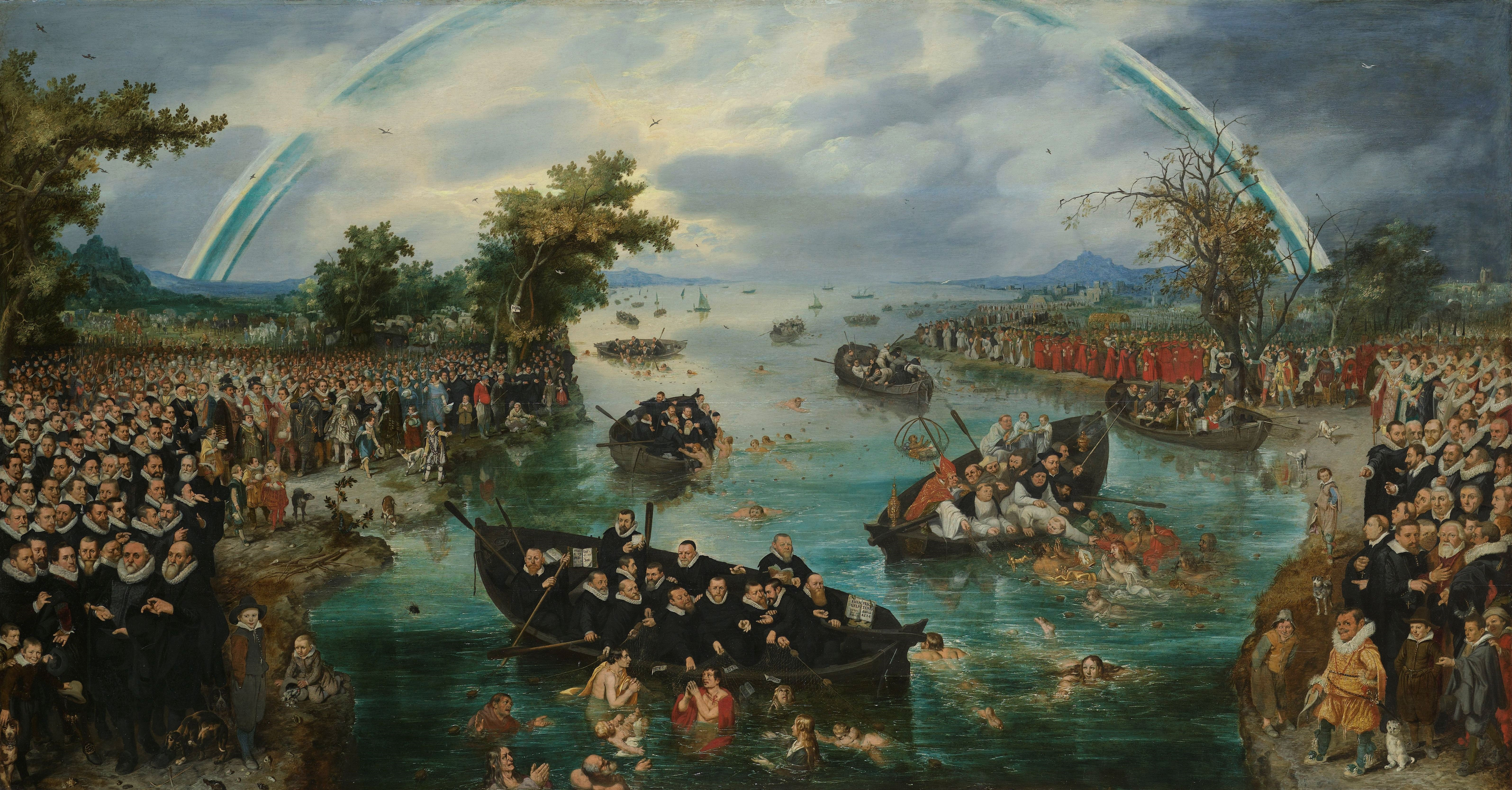
Artista: Adriaen van de Venne Ano: 1614 Local: Rijksmuseum, Amsterdã

## Pintura
Pesca de Almas mostra uma alegoria visual inserida no contexto político e religioso da República Holandesa durante a Trégua dos Doze Anos (1609-1621), entre a República Holandesa e a Espanha. Este período, que pertence ao cenário vigente na época da Guerra dos Oitenta Anos, foi caracterizado por uma pausa estratégica do conflito entre as Províncias Unidas do Norte, que eram independentes e protestantes, e os Países Baixos do Sul, que encontravam-se sob domínio espanhol, sendo católicos.
A pintura apresenta um rio que divide duas margens: O Norte e o Sul dos Países Baixos. Na pintura original, os pescadores protestantes pescaram com sucesso alguns fiéis enquanto as redes católicas estavam vazias. As "almas" perto dos barcos católicos foram adicionadas posteriormente.
Na margem esquerda estão os dois príncipes de Orange atrás de um galho de laranjeira; Maurício e Frederico Henrique. Eles são acompanhados por Frederico V, Eleitor Palatino, o Rei Jaime I da Inglaterra e o jovem Luís XIII da França com sua mãe Maria de Médici. Na margem direita do rio estão as figuras católicas, como papas, cardeais e religiosos. Os vários atributos dos pescadores (redes, barcos, etc.) são rotulados com texto em latim para esclarecer o significado.
A análise da obra à luz de seu contexto histórico permite o reconhecimento da arte como instrumento e vetor de uma afirmação política e identitária. A obra Pesca de Almas, nesse sentido, não apenas ilustra a disputa religiosa entre protestantes e católicos, como também retrata visualmente a clivagem política existente entre o Norte independente e o Sul dominado pela Espanha.
Esta pintura é considerada um destaque da coleção do museu desde que foi comprada em 1808 e foi incluída em todos os destaques dos catálogos do Rijksmuseum, em Amsterdã. A obra foi apropriada para a coleção nacional de arte em setembro de 1798, durante a ocupação francesa, para a National Kunst Galerie em Haia, das coleções do Príncipe Willem V. Essa apropriação foi considerada uma jogada tática para garantir que certas obras fossem sequestradas pelos franceses para Paris, o que aconteceu com a maior parte da galeria do Príncipe Willem em 1795, depois que o príncipe fugiu para a Inglaterra. A Pesca de Almas permanece na coleção nacional desde então.